# Teunz
Teunz – miejscowość i gmina w Niemczech, w kraju związkowym Bawaria, w rejencji Górny Palatynat, w regionie Oberpfalz-Nord, w powiecie Schwandorf, wchodzi w skład wspólnoty administracyjnej Oberviechtach. Leży w Lesie Czeskim, około 26 km na północny wschód od Schwandorfu, przy drodze B22.

## Dzielnice
W skład gminy wchodzą następujące dzielnice: Fuchsberg, Teunz, Wildstein, Zeinried, Kühried.

## Demografia
| Rok  | Liczba mieszk. |
| ---- | -------------- |
| 1970 | 1 553          |
| 1987 | 1 734          |
| 2000 | 1 958          |

## Oświata
(na 1999)

W gminie znajduje się 50 miejsc przedszkolnych (74 dzieci) oraz szkoła podstawowa (14 nauczycieli, 245 uczniów).